# 日本武尊と地名
ヤマトタケルに関する伝説・伝承にまつわる地名について列挙する。

## 千葉県
市川市
国府台
日本武尊がこの地より川を渡ろうとした際、一羽のコウノトリが降り立ち、浅瀬の場所を教えた。これを見て尊は大変喜び、この地をコウノトリに授けたため「鴻之台」と呼ばれるようになったとされる。
船橋市
日本武尊が東征の際、川を渡るために船で橋を作ったのが由来とする伝説がある。
海神
日本武尊が当地へ賊徒平定に来た時、海上に光り輝く船があった。近づくと柱に神鏡が懸かっていたので浜に持ち帰り、宮を建てて祀った場所とされる。
松戸市
松戸神社も参照。日本武尊が武蔵国へ向かう際に、当地に陣営を設けて従者と待ち合わせをしたため、待つ郷（まつさと）、待土（まつど）と呼ばれるようになったとされる。
習志野市袖ヶ浦、袖ヶ浦市
日本武尊が相模国から総国へ海を渡る際に大時化に遭い、妃の弟橘媛が海中に身を投じて海神の怒りを鎮め、尊の渡海を助けた。妃の袖が海岸に流れ付いたことからこの名で呼ばれるようになったとされる。
市原市
飯香岡
飯香岡八幡宮も参照。日本武尊が東征の際、この地で休息した折に社人が尊に食事を捧げたところ飯の香りを賞したため、当時御影山と呼ばれていたこの地が飯香岡と呼ばれるようになったとされる。
富津市
前述の弟橘媛の衣が流れ着いたことから布流津（ふるつ）と呼ばれるようになったとされる。

## 静岡県
静岡市
日本平
日本武尊が東征の際、草薙の原で野火の難にあい賊を平定した後、この山の頂上に登り四方を眺めたところからこの名で呼ばれるようになったと言われている。
草薙
『古事記』『日本書紀』にて、ヤマトタケルが東征にて賊に襲われた際、草薙剣で草を薙ぎ払い向い火を放って難を逃れた火難伝説が名前の由来。
焼津市
焼津市#地理も参照。日本神話で、日本武尊（ヤマトタケル）が東征の途中で地元の賊衆に襲われた時、草薙剣で葦を薙ぎ倒し、そこで賊衆を迎えうち、火を放って難を逃れた。その様相が烈火のように見えた、あるいはその火で葦が焼け燃え盛ったという伝承から、「焼津」と命名された。

## 愛知県
春日井市
春日井市の地名も参照。
内津町
内々神社も参照。日本武尊は、熱田の宮で、尾張の国の祖といわれていた健稲種命を副将軍にし、東国の平定にでる。平定が終わった帰り道、尊は甲府から信州長野、美濃釜戸・池田を通って内津峠にさしかかった時、大変な事が起こりました。健稲種命が帰り道、駿河の海で船から落ち急死されたと久米八原が早馬で知らせてきた。これを聞いた尊は、熱田での再会を約束した久米八原のことを思い、悲しみ「うつつかな、うつつかな（本当なのか信じられない）」となげき、その久米八原の霊を祀ったのが内々神社の初めと伝えられており、内々神社のある町を船や人の集まる意味の津を下につけ内津町としたと言われている。
西尾町
内津から馬を進め西尾の地までやってきたとき、今一度副将軍のことを、思い馬を振り替えしたとき頭が東、尾が西に向いたので西尾と呼ばれたとされている。
明知町
西尾町からさらに馬を進め、明知の地を通りかかった時、夜が明けあたりを知ることができるようになったことから、明知と呼ばれるようになったといわれている。
神屋町
熱田への帰路、南に馬を進めるうち日が暮れてしまい、夜をしのぐため小屋で泊まったそうだ。当時、王家は神と崇められており、その神である日本武尊が泊まった小屋があると神屋と呼ばれるようになった。